# Rhadicoleptus alpestris
Rhadicoleptus alpestris – gatunek chruścika z rodziny bagiennikowatych (Limnephilidae).
Gatunek eurosyberyjski, nie występuje w południowej Europie i Islandii, larwy zasiedlają strumienie, torfowiska, źródła i jeziora. Limneksen, tyrfofilny, larwy w astatycznych lub trwałych strumieniach śródleśnych.
Bardzo pospolity w zbiornikach okresowych Finlandii, występowanie odnotowane w małych jeziorkach Karelii, imagines łowione nad jeziorami Estonii.